# Vdovîciîne, Ciîhîrîn
Vdovîciîne (în ucraineană Вдовичине) este un sat în comuna Ivanivka din raionul Ciîhîrîn, regiunea Cerkasî, Ucraina.

## Demografie
Componența lingvistică a localității Vdovîciîne
     Ucraineană (93,1%)
     Rusă (6,9%)
Conform recensământului din 2001, majoritatea populației localității Vdovîciîne era vorbitoare de ucraineană (93,1%), existând în minoritate și vorbitori de rusă (6,9%).